# Чандрашекхар Азад
Чандрашекхар Азад (настоящие имя и фамилия — Чандра Шекхар Тивари) (хинди  चंद्रशेखर आज़ाद, англ. Chandrashekhar Azad; 23 июля 1906, Бхавра, Алираджпур, Британская Индия — 27 февраля 1931, Аллахабад, Британская Индия) — индийский революционер-подпольщик, участник национально-освободительного антиколониального движения, член Индийской социалистической республиканской ассоциации.

## Биография
С апреля 1919 года стал активно участвовать в движении за независимость Индии. Участвуя в Движении несотрудничества в 1921 году впервые вступил в конфликт с британскими колониальными властями .В 15-летнем возрасте отбыл первый тюремный срок. Тогда же взял себе псевдоним «Азад» (что означает свобода) и стал известен как Чандрашекхар Азад.

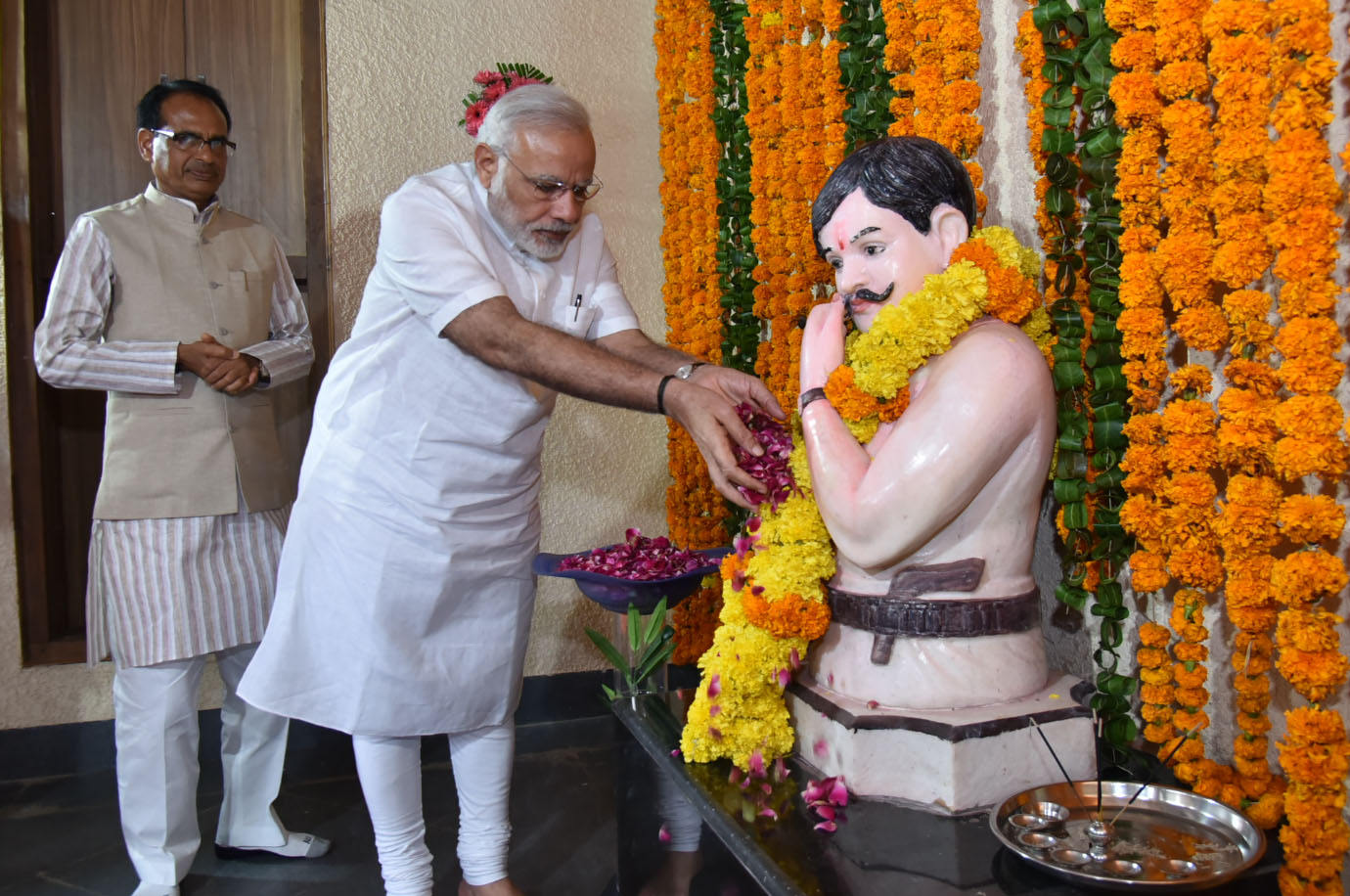
Премьер-министр Индии Нарендра Моди возлагает цветы к бюсту Чандрашекхара Азада

После окончания движения гражданского неповиновения Азад обратился к активному сопротивлению британской администрации. Был в числе соучредителей радикальной Индийской социалистической республиканской ассоциации (HSRA), целью которой была полная независимость Индии и создание государства, основанного на социалистических принципах. Вместе с другими индийскими революционерами, такими как Бхагат Сингх, Сухдев Тхапар , Батукешвар Датт и Шиварам Раджгуру, он инициировал несколько вооружённых операций против британской колониальной власти, таких как экспроприация на железнодорожной линии Какори (1926) и нападение на британского губернатора (1928).

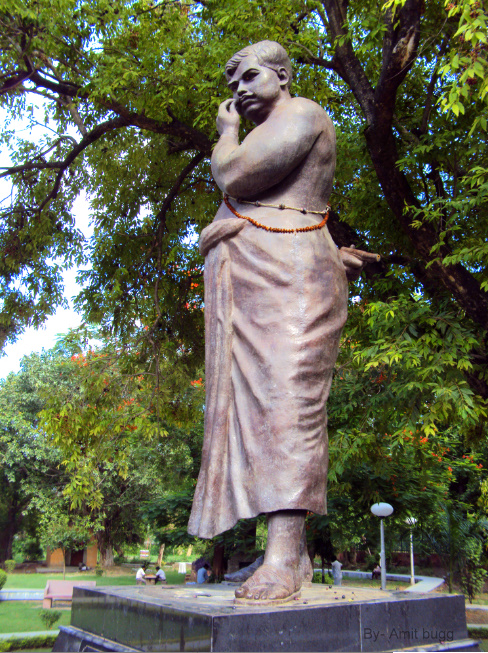
Памятник Чандрашекхару Азаду в Аллахабаде

27 февраля 1931 года Чандрашекхар Азад, участвуя в нелегальном собрании в парке Альфреда в Аллахабадепопал, попал в засаду полиции. После продолжительной перестрелки место собрания было окружено полицией. Чтобы избежать ареста и казни, Чандрашекхар Азад покончил жизнь самоубийством, выстрелив себе в висок. Позже для устрашения индийцев его тело было выставлено на всеобщее обозрение.
Чандрашекхар Азад считается одним из самых известных индийских революционеров и наставником Бхагата Сингха. Сегодня Азад пользуется большим уважением в Индии.
В 2006 году в Болливуде снят фильм «Цвет шафрана», который рассказывает о Чандрашекхаре Азаде и действиях HSRA. Роль Азада исполнил актёр Аамир Хан.